# Michael Bree
Michael Patrick Bree (Sligo, 26 marzo 1980) è un ex cestista irlandese.

## Palmarès
- ESB International Player of the Year Award (1998)
- Basketligan Bosman Player of the Year (2006)